# Taleb Larbi
Taleb Larbi là một đô thị thuộc tỉnh El Oued, Algérie. Dân số thời điểm năm 2002 là 3.582 người.